# 边墙 (青海)
边墙，位于中国青海省西宁市大通回族土族自治县桥头镇，为第五批青海省文物保护单位，公布日期为1988年9月15日，类型为古遗址。
边墙的历史年代为明。